# Movies
The Movies — британський рок-гурт з Кембриджу, створений у 1974 році.
Музика гурту була класифікована як паб-рок, софт-рок, латиноамериканська попмузика.
Гурт The Movies випустив п’ять студійних альбомів між 1975 і 1981 роками. 

## Історія
Гурт The Movies було  засновано у 1974 році.
У 1975 році гурт випустив дебютний однойменний альбом на лейблі Firefly Records. Річард Кромелін (Richard Cromelin) з Phonograph Record описав альбом The Movies: «досить плямиста, непоказна річ».
Після цього гурт The Movies підписав контракт з лейблом GTO Records.
Вони перейшли до лейблу RCA Records для випуску своїх останніх двох альбомів. 
Uehn The Movies також записаd сесію для шоу Джона Піла (John Peel) на BBC Radio 1 у 1977 році. А також виступив наживо у прямому ефірі в шоу In Concert на Radio 1 в тому ж році.
Гурт The Movies тричі виступав у телевізійній програмі BBC, The Old Grey Whistle Test, у 1977, 1978 та 1980 роках.
Гурт підтримував Джоан Арматрейдінг (Joan Armatrading) у її турі Back to the Night 1975 року. А також співпрацював з продюсером Джоан Арматрейдінг, Пітом Гейджем (Pete Gage) під час запису свого дебютного альбому The Movies.
Музику гурту The Movies порівнювали з Ace, Steely Dan і Little Feat. у 1978 році газета Belfast Telegraph описала гурт The Movies як «один з найталановитіших і найвитонченіших рок-гуртів Британії».

## Склад гурту
- Джон Коул (Jon Cole) — вокал, гітара
- Джуліан Діґґл (Julian Diggle) — перкусія, гармоніка, вокал
- Грег Ноулз (Greg Knowles) — соло-гітара, бек-вокал
- Джеймі Лейн (Jamie Lane) — ударні, бек-вокал
- Дурбан Лаверде (Durban Laverde) — бас (1974–1975)
- Даг Смолл (Dag Small) — клавішні (1974–1976)
- Мік Паркер (Mick Parker) — клавішні (1976–1981)
- Дейв Квінн (Dave Quinn) — бас (1975–1978)
- Колін Гібсон (Colin Gibson) — бас (1978–1981)

## Дискографія
Альбоми
- The Movies (1975), Firefly/A&M
- Double "A" (1977), GTO
- Bullets Through the Barrier (1978), GTO/Epic
- India (1980), RCA
- Motor Motor Motor (1981), RCA

Сингли
- "Fancy Man" (1975)
- "Big Boys Band" (1977)
- "Have Another Body"
- "Last Train"
- "No Class"
- "Love Is a Sacrifice"
- "Hard Heart" (American release)
- "Clockwise Into the Sun"